# Cuphodes tridora
Cuphodes tridora là một loài bướm đêm thuộc họ Gracillariidae. Nó được tìm thấy ở Seychelles.